# Placido Cerri
Placido Cerri (Dogliani, 26 febbraio 1843 – Dogliani, 14 aprile 1874) è stato un insegnante italiano.

## Biografia
Nacque a Dogliani il 26 febbraio 1843. Dopo i primi studi a Mondovì frequentò a Torino la facoltà di Lettere e Filosofia. Dopo la laurea trascorse un anno a Lipsia per perfezionarsi nel sanscrito con Heymann Steinthal. Mise a frutto i suoi studi traducendo in versi un episodio del Mahābhārata.
Placido Cerri, intrapresa la carriera dell'insegnamento nel periodo di assestamento della scuola italiana susseguito all'unità nazionale, racconta in una memoria indirizzata al suo maestro, il filologo Alessandro D'Ancona, la sua esperienza presso il ginnasio di Bivona, paese in provincia di Girgenti (oggi Agrigento), nell'anno scolastico 1870-71. La sua accorata descrizione dei metodi di insegnamento e di interazione sociale riscontrati in quella località indurranno il D'Ancona a pubblicare la memoria di Cerri con il titolo di Tribolazioni di un insegnante di Ginnasio e a citarla nel dibattito allora vivissimo sul futuro della scuola italiana.
Le Tribolazioni sono una testimonianza del divario che separava nel neonato Regno d'Italia istituzioni scolastiche di diversa tradizione e possono essere lette ancora oggi come documento di quanto fosse allora insanabile la differenza di mentalità tra nord e sud. Nel caso di Placido Cerri è il timido e benintenzionato uomo del nord a soccombere: da quel soggiorno a Bivona ritornerà minato nella salute e morirà poco tempo dopo, il 14 aprile 1874 nella natia Dogliani.
Alessandro D'Ancona lo definì giovane eletto, verace martire della scienza e del dovere.